# Kolegiata św. Piotra i Pawła w Carmagnoli
Kolegiata św. Piotra i Pawła w Carmagnoli (wł. Chiesa collegiata dei Santi Pietro e Paolo) – późnogotycki rzymskokatolicki kościół zlokalizowany w centrum miasta Carmagnola we Włoszech (Piemont), przy Piazza Giuseppe Verdi, należący do archidiecezji turyńskiej.

## Historia

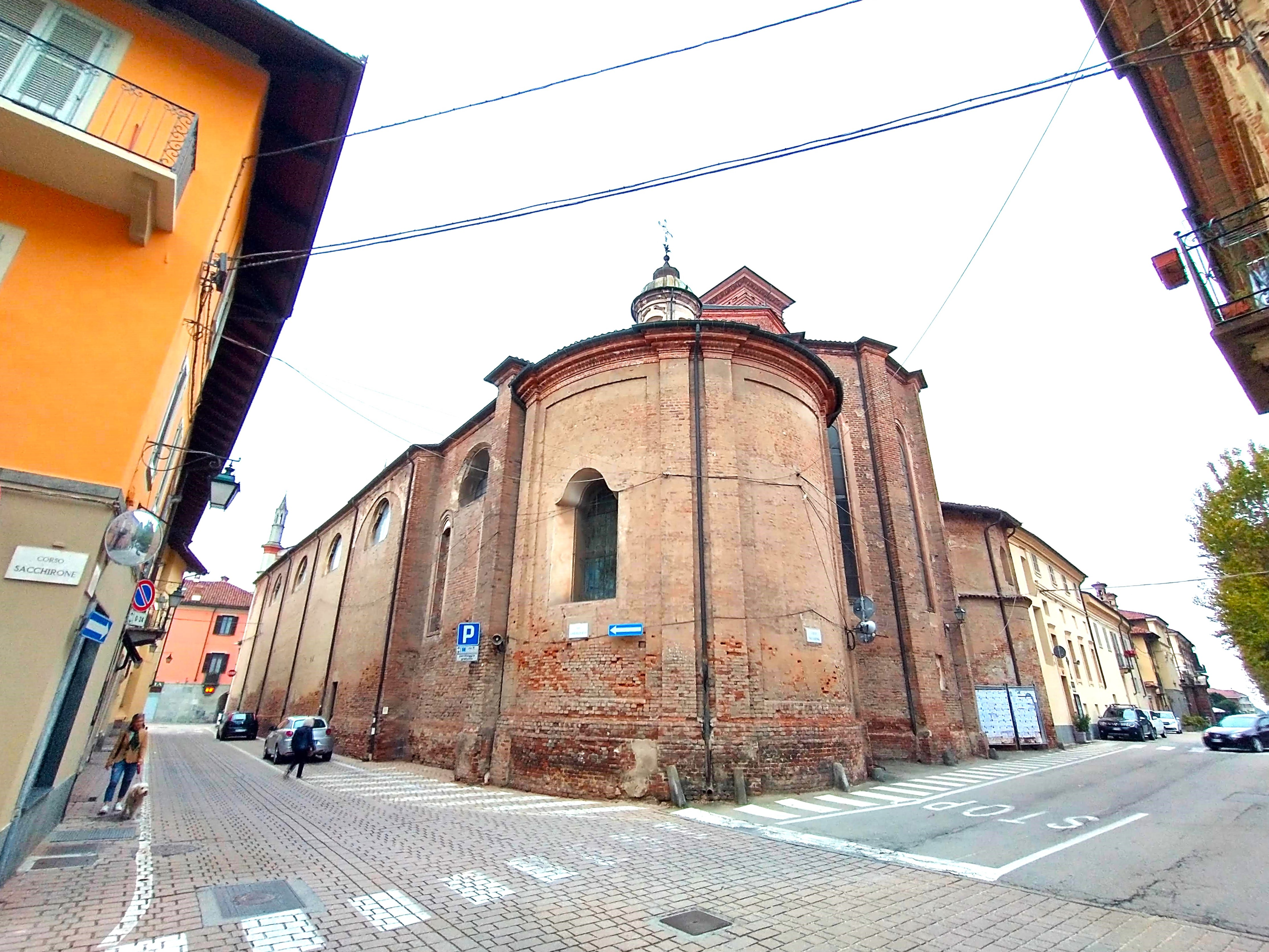
Widok od prezbiterium i Via Gardezzana z pierwotnym murem (po lewej)

Budowę świątyni, powstałej z inicjatywy parafian, wsparł markiz Saluzzo Ludwik I, który promował tę inicjatywę wraz z papieżem Sykstusem IV. W styczniu 1474 papież wydał pozwolenie, jednak pierwszy kamień wmurowano dopiero w 1492 w obecności Margherity di Cominges, siostry markiza Saluzzo. W 1497 lokalna kapituła powierzyła nadzór nad pracami budowlanymi kanonikowi Giorgino Costanza z rodu Costigliole, który kierował budową do 1512. Kościół został konsekrowany 25 marca 1514 (mimo trwających jeszcze prac wykończeniowych) przez prałata Vacca, biskupa Saluzzo.  

## Architektura
Bazylikowy, trójnawowy obiekt reprezentuje styl późnogotycki. Nawa środkowa podzielona jest na sześć prostokątnych przęseł i zakończona wieloboczną absydą nakrytą sklepieniem żebrowym. Pierwotny mur kościoła zachował się częściowo od strony Via Gardezzana. Pod koniec XVII wieku zbudowano barokową dzwonnicę, a w XVIII wieku przebudowano zakrystię, która jest ozdobiona dekoracją sztukatorską, autorstwa mistrza Papa z Lugano. Fasada główna (od strony Piazza Giuseppe Verdi) jest dziełem inżyniera Alessio Ragazzoniego z Turynu, który wykonał ją w latach 1893–1896 w stylu neogotyckim. Pierwotnie była ona wykończona w naturalnej cegle, podobnie jak to ma miejsce w przypadku sąsiedniego kościoła Świętej Trójcy i św. Filipa Neri. 

## Wnętrze
Wnętrze kościoła zostało rygorystycznie zregotyzowane w XX wieku. W kaplicach mieszczą się dzieła malarskie i rzeźbiarskie o znacznej wartości, m.in. marmurowy ołtarz główny zaprojektowany w 1726 przez Francesco Gallo z Monregalese oraz witraże absydy wykonane w 1907 przez niemiecką pracownię Heinricha Oidtmanna, według projektu autorstwa Giuseppe Roostera z Turynu. Cenna jest również kaplica różańcowej ze sztukaterią Domenico Beltramellego i dwoma dużymi płótnami (Pokłon Trzech Króli i Pokłon Pasterzy), jak również kaplica Najświętszego Krucyfiksu, zbudowana w 1677 na polecenie kanonika Ludovico Talesio, rycerza zakonu świętych Maurycego i Łazarza. Kaplica Bożego Ciała została zrealizowana w 1545. Jest ozdobiona płótnem przedstawiającym Złożenie Krzyża. 
W kościele znajduje się cenne płótno Guglielmo Caccii przedstawiające Wniebowzięcie Najświętszej Marii Panny, oryginalnie namalowane dla kościoła San Bernardino di Carmagnola oraz cykl XVII-wiecznych dzieł drewnianych (ambona i chór zaprojektowany przez Giovanniego Bartolomeo i Benedetto Tiffnera). Rzeźba Niepokalanej Dziewicy z Dzieciątkiem jest autorstwa Michele Enaten z Asti. Jest ona obnoszona w corocznej procesji z okazji święta 8 grudnia.

## Galeria

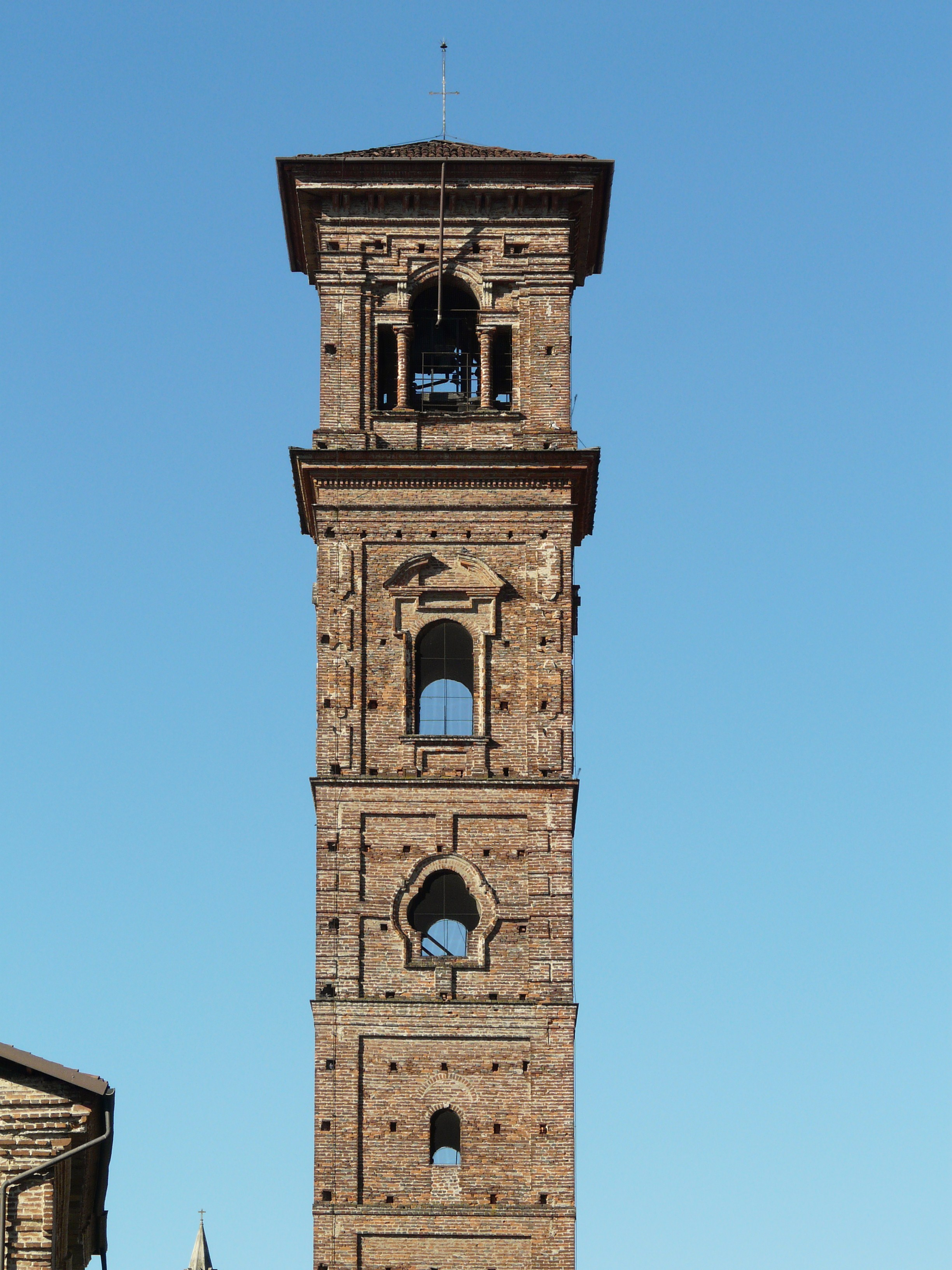
Dzwonnica
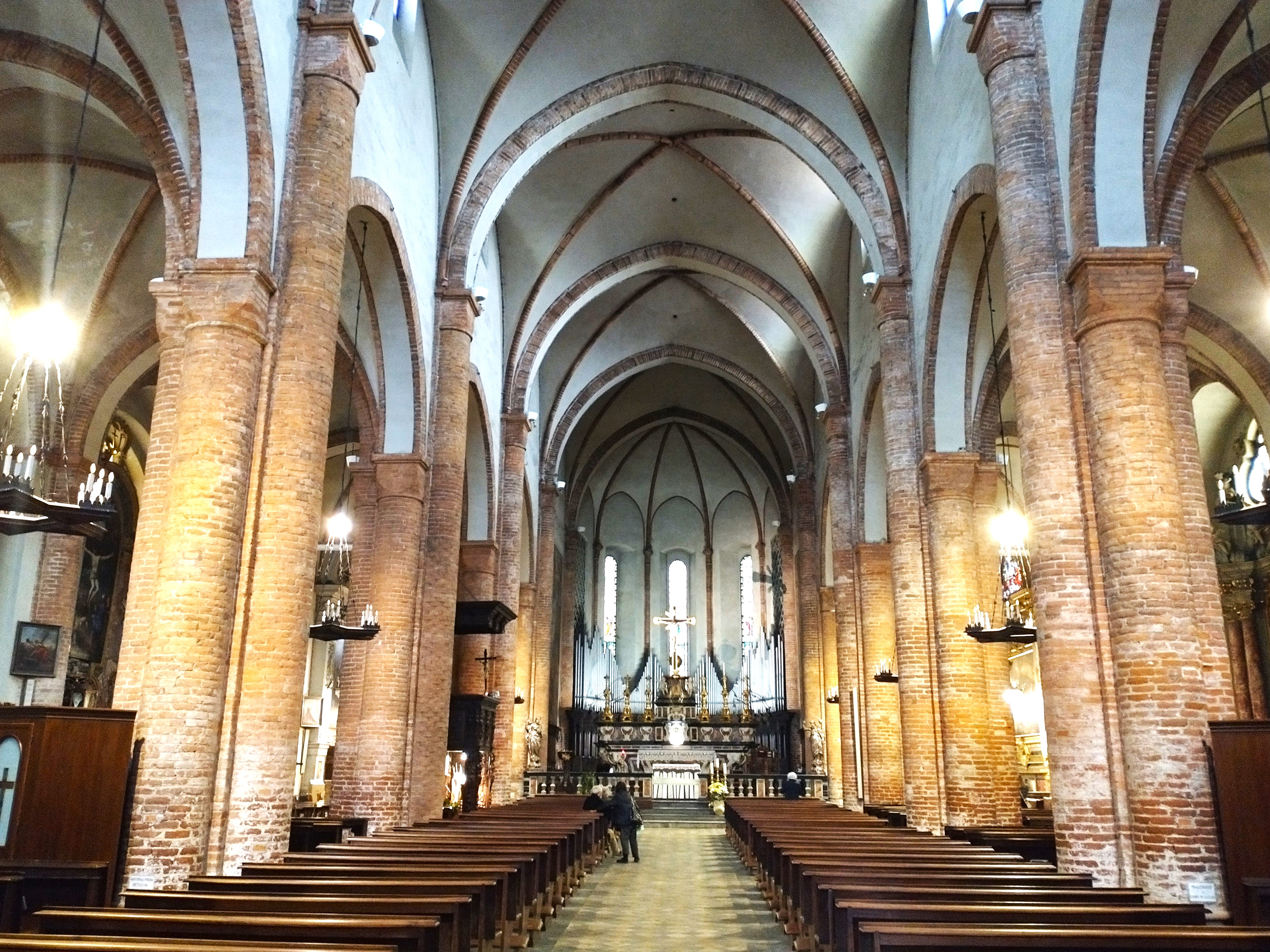
Wnętrze
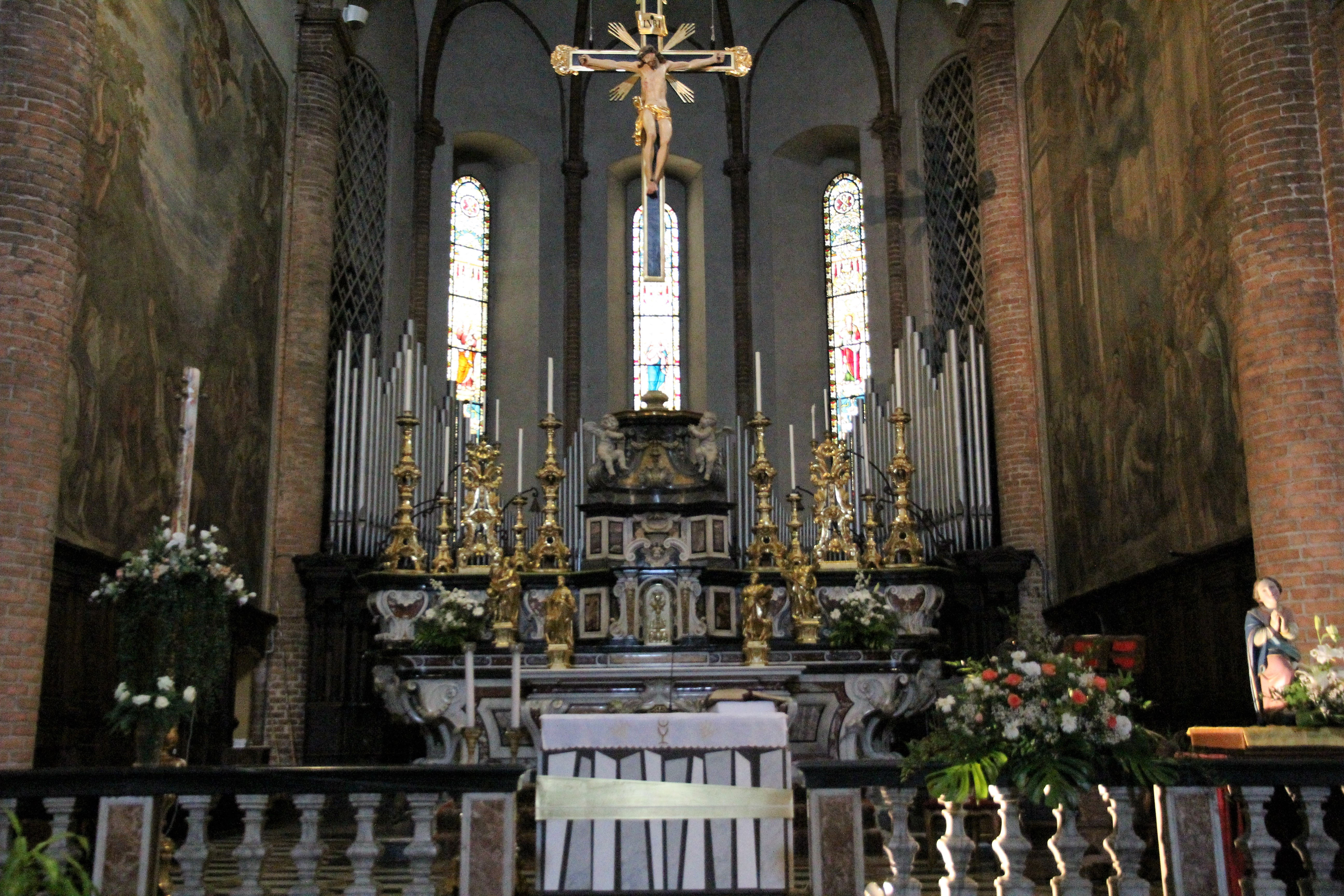
Ołtarz główny